# Israel Romero
Israel Romero Ospino, aussi connu sous le nom de scène El Pollo Isra (né à Villanueva, La Guajira en 1954), est un musicien, compositeur et accordéoniste vallenato colombien. Romero était, avec Rafael Orozco Maestre, le fondateur du groupe vallenato Binomio de Oro de América.

## Discographie
De 1977 à 1991, le Binomio de Oro enregistre 20 albums sans compter les contributions spéciales à d'autres artistes des compilations Fiesta vallenata, interrompues par la mort du chanteur Rafael Orozco.
- 1977 : Binomio de Oro
- 1977 : Por lo Alto
- 1978 : Enamorado como Siempre
- 1978 : Los Elegidos
- 1979 : Super Vallenato
- 1980 : Clase aparte
- 1980 : De Cache
- 1981 : 5 Años de Oro
- 1982 : Festival Vallenato
- 1983 : Fuera de Serie
- 1983 : Mucha Calidad
- 1984 : Somos Vallenato
- 1985 : Supérieur
- 1986 : Binomio de Oro
- 1987 : En Concierto
- 1988 : International
- 1989 : De Exportación
- 1990 : De Fiesta con el Binomio
- 1991 : Por Siempre
- 1991 : De América

Le chanteur Gabriel "El Gaby" García a remplacé Orozco.
- 1993 : Todo Corazón
- 1994 : De la Mano con el Pueblo
- 1995 : Lo Nuestro

Jean Carlos Centeno et Jorge Celedón sont devenus les chanteurs principaux.
- 1996 : A su Gusto
- 1997 : Seguimos por lo Alto
- 1998 : 2000
- 1999 : Más cerca de tí

En 1999, le chanteur Jorge Celedon quitte le groupe, remplacé par Junior Santiago.
- 2000 : Difícil de Igualar
- 2001 : Haciendo Historia
- 2003 : Que Viva el Vallenato
- 2004 : En todo su Esplendor
- 2005 : Grafiti de Amor
- 2006 : Imprédécible